# Papierloses Büro
Ein papierloses Büro verzichtet zwecks Arbeitseinsparung, Effizienzsteigerung und Umweltschutz u. a. auf papiergebundene Dokumente und nutzt dafür nur EDV-gestützte Verfahren (Computer). In vielen Blogs und Medienberichten wird der Begriff unscharf als Synonym für die Digitalisierung der Arbeitswelt verwendet.

## Strategie
Zu den vielen Punkten, die mit einem papierlosen Büro in Zusammenhang gesetzt werden, zählen etwa:
1. Vor der kompletten Umstellung aufs papierlose Büro sollten Ziele feststehen wie: Wie fügt sich der Prozess in die Unternehmenskultur und wer verantwortet ihn? Welche ökologischen Auswirkungen werden erwartet?
2. Scannen und Speichern aller Dokumente auf elektronischen Datenspeichern (Festplatten, Wechselmedien, Cloud).
3. Übermittlung der Dokumente über elektronische Wege (Datei-Server, E-Mail, Instant Messenger usw.).
4. Die Umstellung auf rechtsgültige elektronische Signaturen und den Verzicht auf handschriftliche Signaturen, wenn Rechtssicherheit notwendig ist.
5. Einscannen vorhandener Papierdokumente und Archivieren mit handschriftlichen Signaturen.
6. Pflege, Überwachung und personelle Verwaltung der Cybersecurity.[2]

## Lösungen
Um die Umstellung voranzutreiben, gibt es diverse Vereinfachungen und Lösungen: Zum Beispiel können Softwarelösungen aus dem Bereich Dokumentenmanagement bei der elektronischen Archivierung unterstützen und die Anzahl der Papier-Dokumente im Büro reduzieren, etwa durch die Kombination mobiler Endgeräte und Tools zur digitalen Anfertigung von Notizen oder bei der Bearbeitung von Quittungen und Kassenzetteln für die Steuererklärung über mobile Endgeräte. Ein einfaches Einscannen und eine saubere serverbasierte Verzeichnisstruktur mit Softlinks und gutem (semantischen) Dateimanager (z. B. Dolphin o. ä.) bietet jedoch schon alle benötigte Funktionalität, inkl. Metadaten-Auszeichnung und Strukturierung, bzw. Verschlagwortung. Unterstützung erfährt das papierlose Büro durch Accessoires der Büroeinrichtung, z. B. solide Hardware und Kabelmanagement, sowie durch eine vorausschauende Integration in den Arbeitsalltag: Vor allem Netzwerksicherheit ist bei rein digitalen Arbeitsabläufen wichtig.

## Hindernisse
- Die für die Elektronische Signatur benötigten Geräte und Lösungen sind noch nicht überall allgemein verfügbar, bzw. umständlich und einschränkend. Oftmals fehlt Anwendern das Wissen zur Nutzung. Die ausschließliche Nutzung elektronischer Unterschriften kann daher aus technischen Gründen in vielen Situationen noch nicht erwartet werden.
- Für die Langzeitarchivierung reicht die Qualität elektronischer Datenträger nicht aus.
- In Geschäftsbeziehungen kann weiterhin immer noch Papier nötig sein, damit auch das Ausdrucken und Einscannen sowie die Bereithaltung manuell unterschriebener Dokumente.
- Bei gleichzeitiger Verwendung von Papier- und EDV-Lösungen ist eine regelmäßige Synchronisierung beider Verfahrensarten notwendig.